# Elisabeth Mara

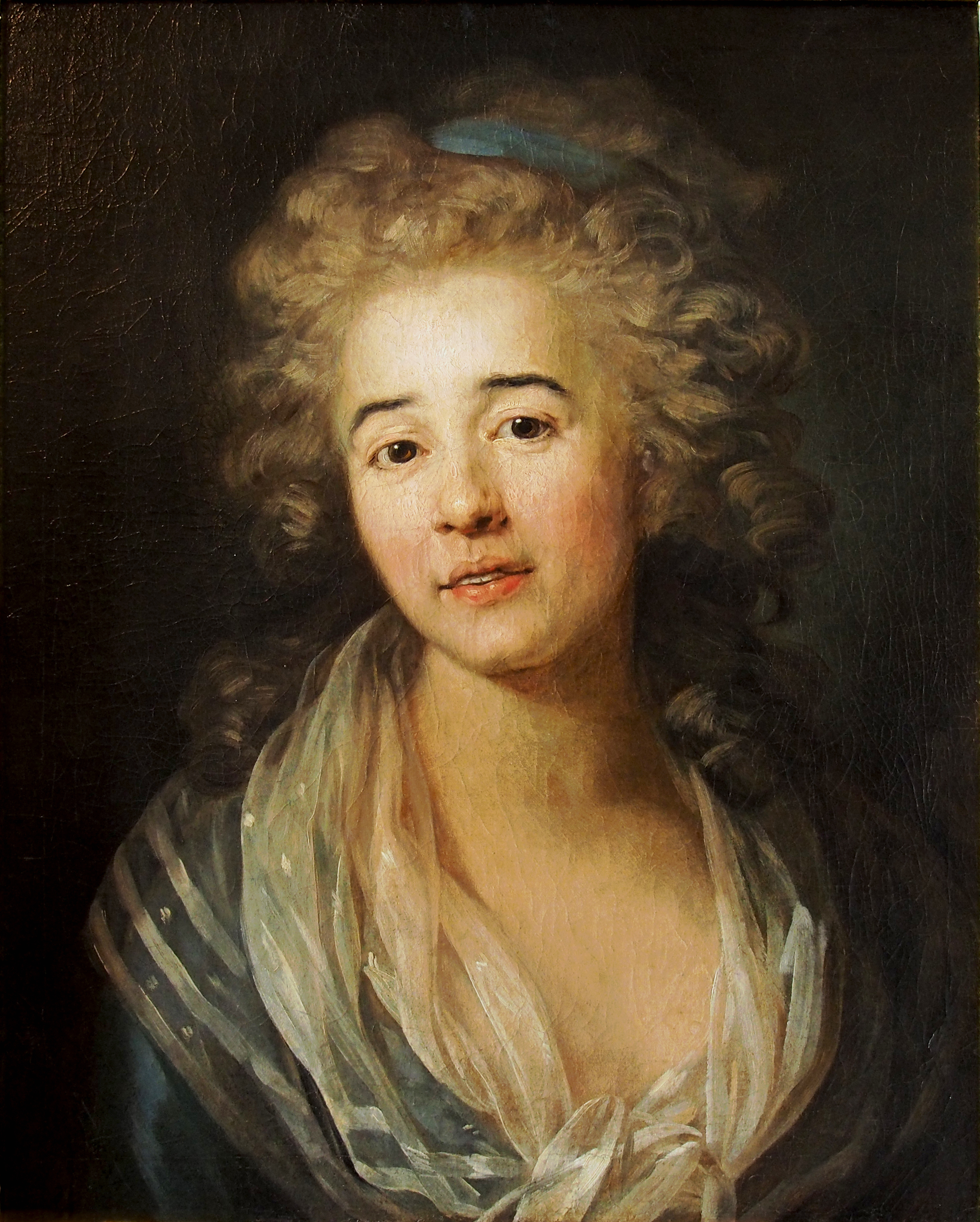
Elisabeth Mara. Gemälde von Anton Graff (um 1790)

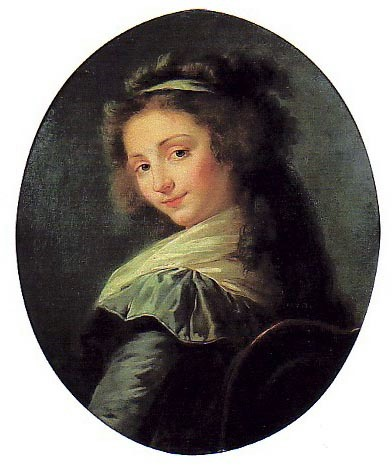
Elisabeth Mara. Gemälde von Elisabeth Vigée-Lebrun

Gertrud Elisabeth Mara, geb. Schmeling (* 23. Februar 1749 in Kassel; † 20. Januar 1833 in Reval) war eine deutsche Opernsängerin (Sopran).

## Leben
Elisabeth Mara war das achte Kind des armen Stadtmusikers Johann Schmeling, des Sohns des Schneiders Hans Kaspar Schmeling aus Kirchheim. Ihre Mutter Ottilia geb. Ellerbaum, Tochter eines Kasseler Leinewebers, starb 1764, als sie noch ein Kind war. Von ihrem Vater erhielt sie in jungen Jahren Geigenunterricht und trat schließlich ab 1755 als Wunderkind u. a. in Antwerpen und Amsterdam auf. Einflussreiche Freunde aus Kassel, aber auch Bewunderer aus anderen Städten ermöglichten es ihr 1759 zum ersten Mal nach England zu gehen, wo sie beim italienischen Gesangslehrer Pietro Domenico Paradisi ausgebildet wurde. Es folgten Reisen nach Irland und in die Niederlande, bevor sie von 1765 bis 1771 in Leipzig an Johann Adam Hillers Gesangsschule im Gesang, Klavierspiel, Schreiben und Tanzen unterrichtet wurde. Gleichzeitig wurde sie als erste Konzertsängerin für 600 Taler engagiert und traf u. a. mit Corona Schröter zusammen, die ebenfalls in Leipzig engagiert war.
Johann Wolfgang von Goethe hörte sie als Student und widmete ihr 1771 ein Gedicht:
Der Demoiselle Schmehling nach Aufführung der Hassischen Sta. Elena al Calvario, Leipzig 1771.
Klarster Stimme, froh an Sinn –

Reinste Jugendgabe –

Zogst Du mit der Kaiserin

Nach dem heil’gen Grabe.

Dort, wo alles wohlgelang,

Unter die Beglückten

Riß Dein herrschender Gesang

Mich den Hochentzückten.
Bald schon galt sie als die größte Sängerin, die Deutschland je hervorgebracht hatte. In Berlin ließ sich Friedrich II. von Bewunderern Elisabeth Maras davon überzeugen, eine ihrer Darbietungen anzuhören. Der Monarch, der deutschen Sängern und Sängerinnen ablehnend gegenüberstand, soll das Konzert erst von einem Nebenzimmer aus verfolgt haben, dann jedoch im Konzertsaal erschienen sein, wo er die Sängerin anschließend die schwersten Arien vom Blatt singen ließ, um schließlich einer ihrer Bewunderer zu werden.

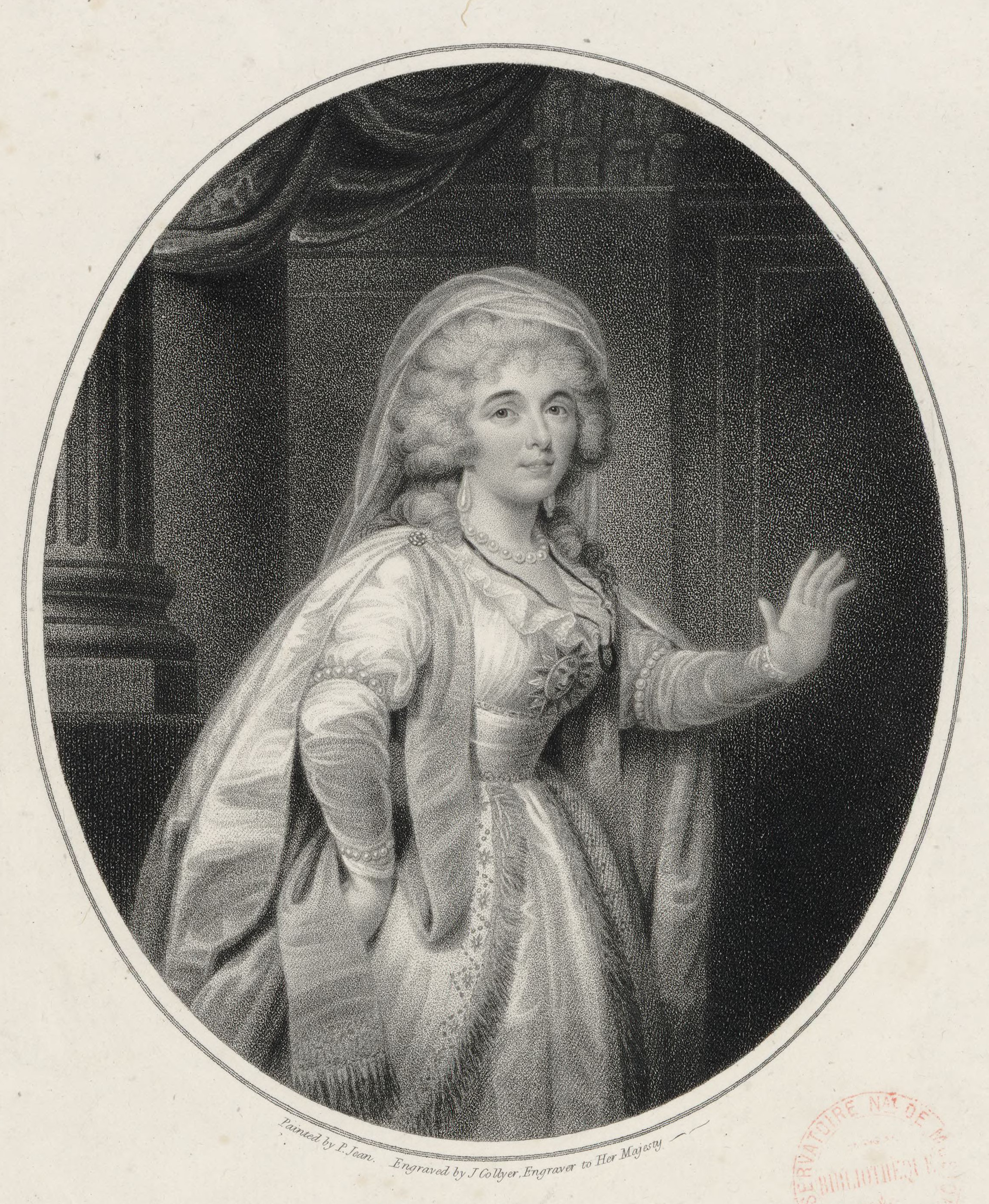
Elisabeth Mara als Armida

Im Jahr 1771 wurde sie für 3000 Reichstaler als erste deutsche Sängerin auf Lebenszeit an die Königliche Oper in Berlin berufen. Sie debütierte hier in Hasses Intermezzo Piramo e Tisbe. Ihre Heirat mit dem Violoncellisten Johann Mara (1744–1808) ließ sie bei ihrem Gönner Friedrich II. in Ungnade fallen, sodass ihre Anstellung in Berlin 1780 nach ihrer Flucht nach Leipzig gelöst wurde. In den folgenden Jahren feierte sie große Erfolge in Dresden, Wien und München. Bei ihren Auftritten in Paris 1782, wo sie als première chanteuse de la Reine (Erste Sängerin der Königin) ausgezeichnet wurde, entstand ein öffentlicher Wettbewerb mit der portugiesischen Sängerin Luísa Todi (1753–1833), der das Publikum regelmäßig in Todisten und Maraisten spaltete.
Mehrere Zeitungsartikel der Augspurgischen Ordinari Postzeitung berichten von Maras Zeit in Paris:
- Nro. 80. Mittwoch, den 3. April. Anno 1782. [S. 2] […] Paris, den 22. März. […] [S. 3]
 „[…] Seit einiger Zeit befindet sich hier eine Madame Mara* eine Deutsche, der Musik Saal ist nicht mehr geräumig genug, um alle fast unzählbare Zuhörer zu fassen. Sie kam von lautem Beyfall verfolgt von London, und hat Ursache mit den Franzosen zufrieden zu seyn, die ihre seltene Kunst gut bezahlen, und sich die Hände müde klatschen. *Die Madame Mara, ehemalige Mademoiselle Smelling, ist unstreitig eine der größten Sängerinnen unsers Jahrhunderts. Sie stund vor 12. Jahren am grossen Concert in Leipzig mit einem ansehnlichen Gehalte. Darauf ging sie mit einem nach größeren Gehalt in die Dienste des Königs von Preussen, und besucht seit drey Jahren die Hauptstädte von Europa, wo ihre Stimme durchgehends den lautesten Beyfall findet […].“[4]
- Nro. 94. Freytag, den 19. April. Anno 1782. [S. 3] […] Kurzgefaßte Nachrichten.
 „[…] Madame Mara, eine Deutsche, bezaubert noch immer durch ihre Stimme die Pariserwelt, und die Franzosen gestehen frey heraus, daß diese deutsche Kehle alle Sängerinnen übertreffe, die sie jemals gehört hätten. Sie nimmt gewaltige Summen Geldes ein. […].“[4]

Zwei Jahre später ging sie nach London, wo sie bis 1802 mit kleineren Unterbrechungen – in den Jahren 1788/1789 und 1791 unternahm sie Reisen nach Turin und Venedig – in Opern, aber vor allem in Konzerten erfolgreich war.
In der Zwischenzeit wurde immer wieder spekuliert, das Publikum welcher Städte sie noch mit ihrem Gesang beeindrucken würde. Auch Berlin stand wieder als mögliches Ziel zur Auswahl, wie die Augspurgische Ordinari Postzeitung mehrmals berichtet:
- Nro. 273. Mittwoch, den 15. Nov. Anno 1786. [S. 4] […]
 „Die berühmte Sängerin, Madame Mara, soll unter vortheilhaften Bedingungen wieder nach Berlin kommen […].“[4]
- Nro. 60. Freytag, den 11. Maerz. Anno 1791. [S. 4] […] Kurzgefaßte Nachrichten. […]
 „Die berühmte Sängerin Mara, kommt auf Ostern wiederum nach Berlin, mit einem Gehalte von 9000. [!] Thalern […].“[4]

Elisabeth Mara ließ sich 1799 von ihrem verschwenderischen Mann scheiden und ging 1802 von London nach Frankreich, im folgenden Jahr nach Deutschland und schließlich 1805 als Gesangspädagogin nach Moskau.
Wieder kann die Augspurgische Ordinari Postzeitung aus dieser Zeit aufschlussreich berichten:
- Nro. 240. Donnerstag, den 7. Oktob. Anno 1802. [S. 1] […] Paris, den 29. Sept.
 „Madame Mara, die mehrere Jahre lang die Ohren der Engländer entzückte, deren Ruhm zuletzt von derbezaubernden [sic] Stimme der Miß Billington verdunkelt wurde, befindet sich jetzt in Paris […].“[4]

Andere, junge Stimmen machten ihr Konkurrenz oder hatten sie überflügelt.

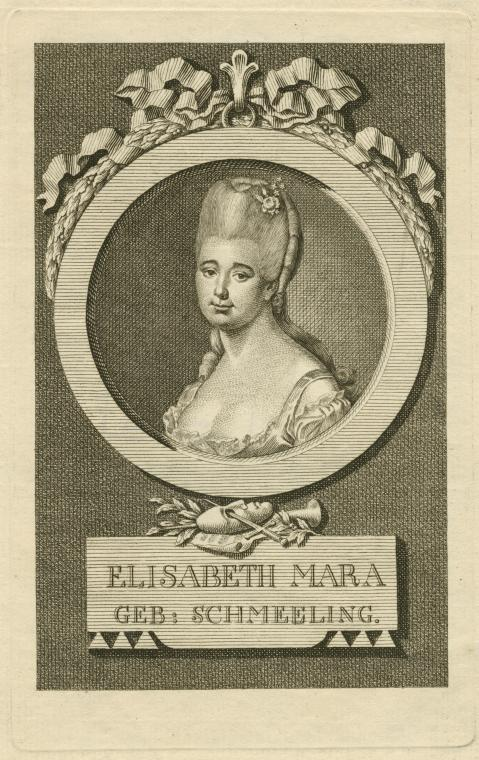
Gertrud Elisabeth Mara

Im Zuge des Krieges mit Frankreich verlor Elisabeth Mara ihr Vermögen und musste während des großen Brands von Moskau 1812 die Stadt verlassen. Sie ging nach Reval (heute Tallinn) in Estland, von wo aus sie 1819 ein letztes Mal nach England reiste und im folgenden Jahr ihre Gesangskarriere beendete. In Reval war sie als Gesangslehrerin tätig. Zu ihrem 82. Geburtstag widmete ihr Goethe ein weiteres Gedicht.
An Madame Mara, zum frohen Jahresfest, Weimar 1831
Sangreich war Dein Ehrenweg,

Jede Brust erweiternd;

Sang auch ich auf Pfad und Steg,

Müh’ und Schritt erheiternd.

Nah dem Ziele, deut ich heut

Jener Zeit, der süßen;

Fühle mit wie mich’s erfreut

Segnend Dich zu grüßen!
Elisabeth Mara starb 1833 zurückgezogen und verarmt. Sie wurde in Reval auf dem Friedhof im Stadtteil Kopli beerdigt. Ihr Grabstein weist folgende Inschrift auf:

„Hier ruhet die Sängerin Mara, sie, die einst Europa in Entzücken und Bewunderung setzte. Heilig sei diese Stätte jedem Freunde des Schönen und der Kunst.“

## Stimme
Elisabeth Mara hatte einen Stimmumfang, der vom kleinen g bis zum dreigestrichenen f reichte, also fast drei Oktaven umfasste. Dabei soll ihre Stimme innerhalb dieses Umfangs gleichmäßig stark gewesen sein und ihre Interpretationen vor allem durch ihre Leichtigkeit und Schnelligkeit Bewunderung ausgelöst haben.

„Sie war im Allegro und im getragenen Gesang gleich vollkommen; vermochte ihre starke, biegsame und ausgeglichene Stimme jedes Orchester zu übertönen, so stand ihr doch auch das zarteste Pianissimo zur Verfügung. Außerordentlich kam der Künstlerin ihr mit seltenstem Fleiße erworbenes theoretisches Wissen in der Musik zugute und das, verbunden mit richtigem Taktgefühl, ließ sie in ihren kühnen Improvisationen nie geschmacklos werden.“

## Gedenken
Am 7. Juli 2021 wurde eine Skulptur der New Yorker Künstlerin Linda Cunningham in Kassel am Platz der 11 Frauen eingeweiht, die auch Gertrud Elisabeth Mara ehrt.